# Robert Andersen
Robert Andersen is een Belgisch emeritus rechter. Van 2005 tot 2014 was hij eerste voorzitter van de Raad van State.

## Biografie
Robert Andersen behaalde de diploma's van licentiaat in de toegepaste economische wetenschappen en doctor in de rechten. Hij begon zijn carrière in 1968 als advocaat aan de balie te Brussel. In 1987 werd hij staatsraad, in 1994 kamervoorzitter en in 2001 voorzitter van de Raad van State. In 2005 volgde hij Willy Deroover op als eerste voorzitter van de Raad.
Hij was buitengewoon hoogleraar bestuursrecht aan de Université catholique de Louvain, voorzitter van de Commissie voor Toegang tot Bestuursdocumenten en vicevoorzitter van het International Institute of Administrative Sciences. Hij is tevens voorzitter van de Sanctiecommissie van de Nationale Bank.